# Svizzera all'Eurovision Song Contest 1991
La Selezione Svizzera per l'Eurofestival 1991 si svolse a Vevey il 23 febbraio 1991 e presentata da Lolita Morena.

## Canzoni in ordine di classifica
| Posizione | Canzone               | Artista                     |
| 1.        | Canzone per te        | Sandra Simó                 |
| 2.        | Come finirà           | Daniela Simons              |
| 3.        | Ein ganzes leben lang | Chris Lorens                |
| 4.        | Donner la main        | Carol Rich                  |
| 5.        | La nave va            | Marco, Daria & Mattia Zappa |
| 6.        | Ruhelos               | R.C.O.                      |
| 7.        | Home Suisse Home      | Suisse Home                 |
| 8.        | Segel im wind         | Christine Nachbauer         |
| 9.        | Laissez-le vivre      | Claude Lander               |